# Agnès Thibault-Lecuivre
Agnès Thibault-Lecuivre, née en 1981, est une magistrate française.  
Porte-parole du ministère de la Justice entre 2019 et 2020, elle est conseillère justice du ministre de l'Intérieur puis directrice adjointe de son cabinet en 2022. Le 20 juillet 2022, elle est nommée cheffe de l’inspection générale de la Police nationale, une première pour une magistrate. Le 9 janvier 2025, elle est nommée directrice de cabinet du ministre de la Justice.

## Biographie

### Formation
Agnès Thibault-Lecuivre est titulaire d'une maîtrise en droit mention carrières judiciaires. Après l'avoir préparé au sein d'un institut d'études judiciaires, elle réussit le concours d'entrée à l'École nationale de la magistrature et est nommée auditrice de justice en 2004.

### Carrière
À sa sortie de l'École nationale de la magistrature en 2006, Agnès Thibault-Lecuivre devient substitute du procureur de la République près le tribunal de grande instance de Bobigny, où elle est successivement chargée de la section des mineurs, de la division des affaires criminelles et de la lutte contre la délinquance organisée puis du secrétariat général. En décembre 2010, elle intègre comme substitute le parquet du tribunal de grande instance de Paris, avant d'y être nommée vice-procureure en juin 2014. 
Entre 2012 et 2017, elle exerce comme magistrate chargée de la communication au cabinet du procureur de Paris, François Molins, dont elle est notamment chargée de préparer les conférences de presse. Dans une interview à France Inter, elle déclare que « le tribunal médiatique est parfois plus dur à subir que le tribunal judiciaire ».
En 2018, elle est placée à sa demande en disponibilité et rejoint le département « opinion, personnalités et stratégie » de l'agence de relations publiques Angie Consulting, fondée par une ancienne conseillère de Bernard Cazeneuve, Clara Paul-Zamour, pendant un an,. 

#### Porte-parole du ministère de la Justice
En septembre 2019, elle est nommée première substitute à l'administration centrale du ministère de la Justice et devient porte-parole de la Chancellerie, en remplacement de Youssef Badr,. Elle est notamment chargée d'expliquer dans les médias les mesures prises par le ministère dans le cadre de la lutte contre la pandémie de Covid-19 (libérations anticipées de personnes détenues en fin de peine, suppression des parloirs, etc.).

#### Au cabinet de Gérald Darmanin
En septembre 2020, alors qu'Emmanuelle Masson lui succède au porte-parolat, elle devient conseillère justice au cabinet du ministre de l'Intérieur, Gérald Darmanin,. Rapidement, elle est nommée directrice adjointe du cabinet du ministre à compter du 7 mars 2022. 

#### Cheffe de l'inspection générale de la Police nationale
Le 20 juillet 2022, elle est nommée directrice, cheffe de l'inspection générale de la Police nationale (IGPN) à compter du 25 juillet 2022,. Succédant à la commissaire Brigitte Jullien, en poste depuis 2019, elle devient la première magistrate à occuper ce poste traditionnellement confié à un haut fonctionnaire de police. 
Dans une interview au Parisien, Gérald Darmanin assure qu'elle est la « meilleure pour le poste » et qualifie de « révolution culturelle » la nomination de magistrats à la tête des inspections. Peu de temps après, en effet, le juge d’instruction Jean-Michel Gentil est nommé chef de l’inspection générale de la Gendarmerie nationale (IGGN). 
L'annonce de sa nomination suscite néanmoins un fort scepticisme chez les syndicats policiers. Le délégué général du syndicat Alliance, Frédéric Lagache, déclare ainsi qu'il ne « pense pas que la nomination d’un magistrat soit bien accueillie dans nos rangs et soit une bonne chose », rajoutant que « déjà que nos collègues redoutaient l’IGPN avec à sa tête un policier, alors un magistrat ils vont craindre le pire ». Grégory Joron, secrétaire général d'Unité SGP, déclare quant à lui que « pour les policiers, je ne pense pas que cela change grand-chose », espérant néanmoins qu'à l'égard du grand public, sa nomination puisse « permettre d'éviter les faux procès en partialité faits à l'IGPN ».

## Directrice de cabinet de Gérald Darmanin
Le 9 janvier 2025, elle est nommée directrice de cabinet du ministre de la Justice.